# Judit Marjai

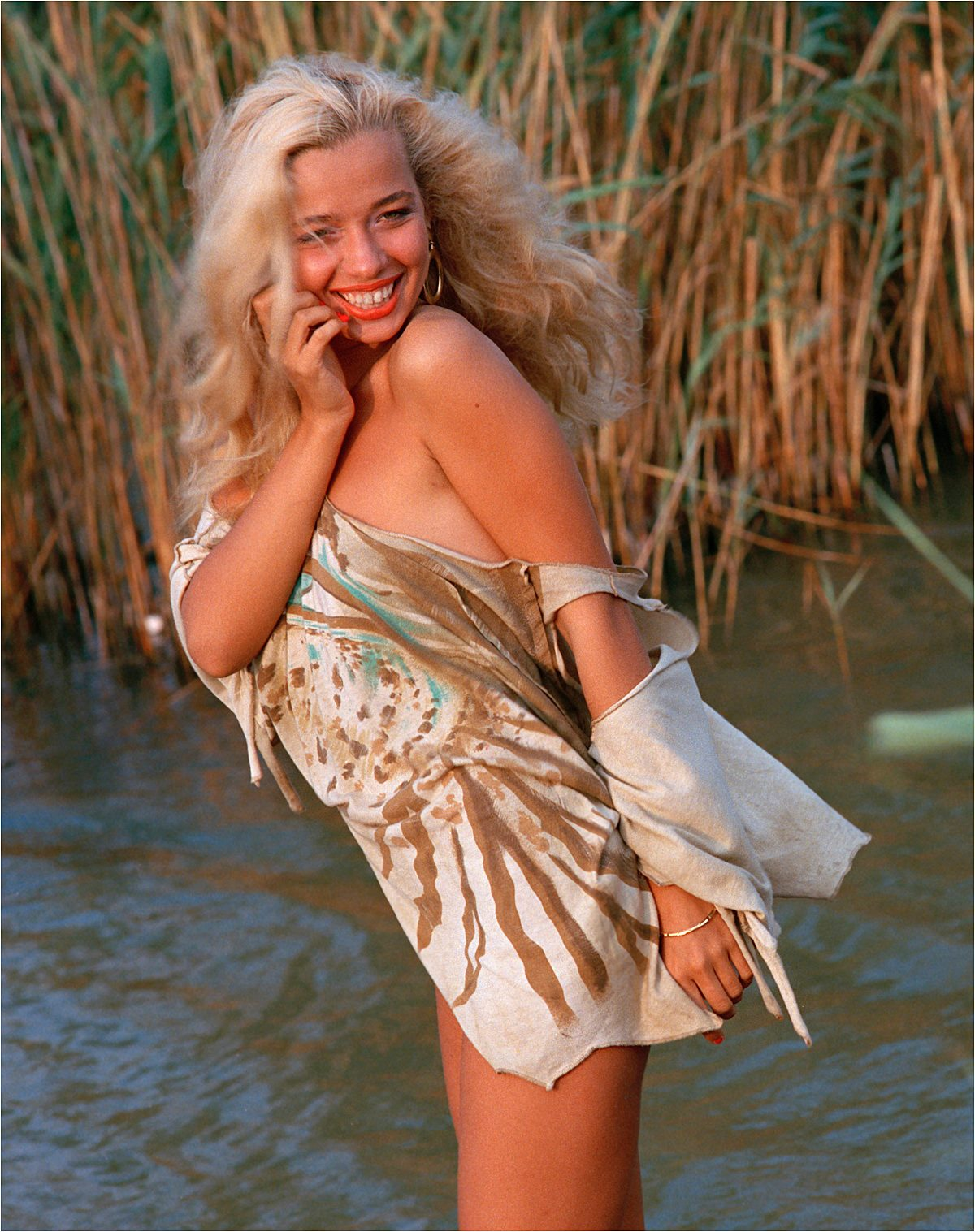
Foto: András Tulok

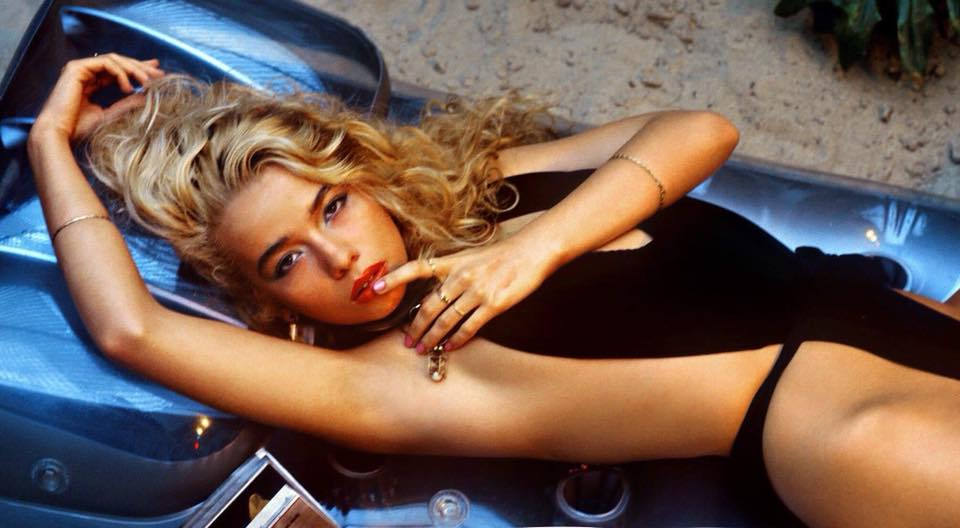
Foto: János Zétényi

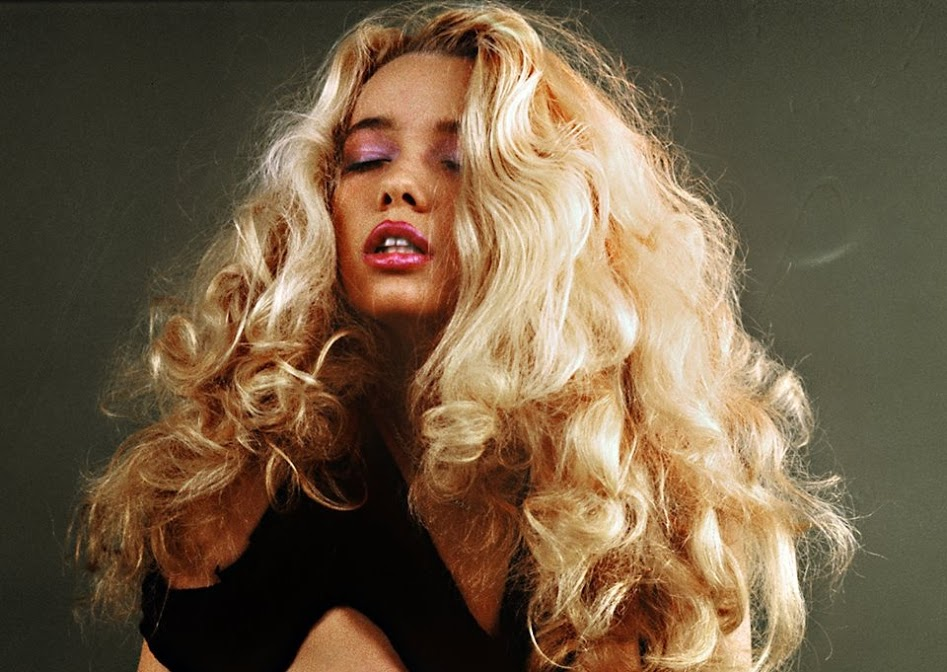

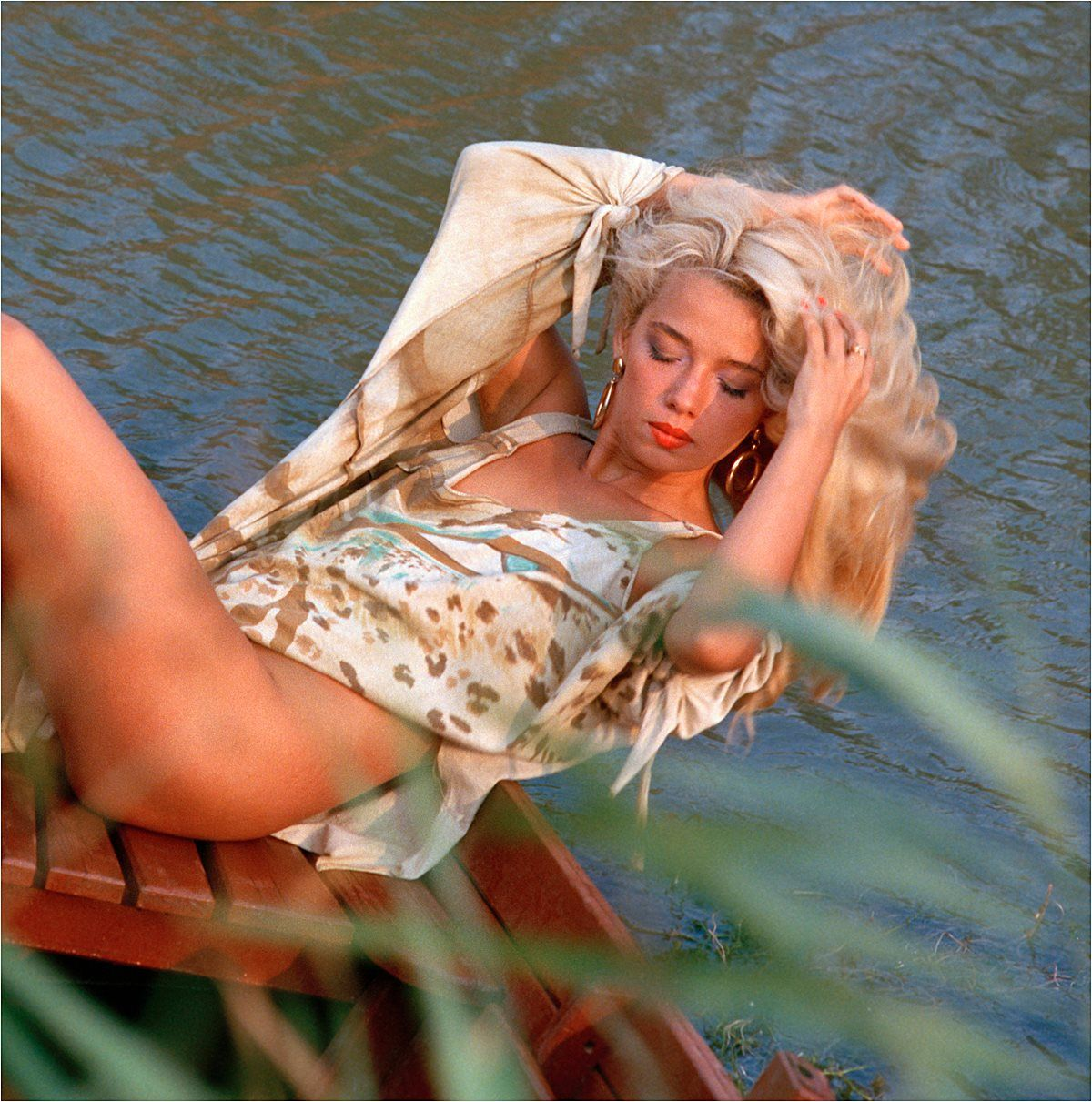

Judit Marjai (Budapešť, 16. srpna 1967) je maďarská modelka, fotografka, spisovatelka, gastroblogerka a rozhlasová moderátorka.

## Životopis
Její otec, Tamás Marjai, byl v 60. letech slavným motokárovým závodníkem, přestože při nehodě tramvaje přišel o obě nohy. V roce 1971 spáchal sebevraždu. Judit Marjai vyrůstala se svou matkou a babičkou, která přežila holocaust, v bytě na dvoře bez pohodlí a v náročných životních podmínkách. Její matka byla vedoucí skladu autodílů ve společnosti AFIT a později se stala pracovnicí podniku zahraničního obchodu Technoimpex. Matka Judity vystudovala Večerní univerzitu marxismu-leninismu, jejím třídním učitelem byl Attila Ágh.
V dětství recitovala a vystupovala na socialistických akcích. Vystudovala herectví.
V roce 1983 její matka poslala její fotografii do soutěže časopisu Ifjúsági, kde se okamžitě objevila na titulní straně. Od té doby se stala vynikající a známou fotomodelkou své doby. Byla k vidění na mnoha titulních stranách a kalendářích, stala se jednou z nejfotografovanějších modelek. Mnoho jejích fotografií bylo publikováno například v Aranypóku, časopise Módi, Videotonu, kalendáři Technoimpex, publikacích Képzőművészeti (Nadace pro výtvarné umění), uměleckých aktech, reklamách nebo na titulních stranách.
Hlavní roli hrála ve snímku Éljen anyád!, ve filmu Dokumentátor a Nagy postarablás (Velká poštovní loupež). Byla herečkou v televizním filmu Vágy vskákézzól (kompilace maďarských básní, 2008) a herečkou v televizním pořadu Buzera (2005).
V roce 1988 vyhrála soutěž krásy Young Film Star v Itálii.
Judit Marjai byla první, která se jako maďarská dívka objevila v italském časopisu Playboy v listopadu 1988.
Byl také reklamní tváří světoznámé kosmetiky. Ernő László, světově uznávaný maďarský dermatolog a kosmetolog, si všiml fotografické série Judity Marjai, která vypadala jako Marilyn Monroe, když byla vybrána jako reklamní tvář "Kék Gyémánt Szemkörnyékápoló Szérum".

## Fotografka
Svou modelingovou kariéru ukončila v roce 1988 ve prospěch fotografie. V roce 1991 vyučovala fotografickou kompozici na fotomodelingovém kurzu v Kyrgyzstánu.
Svou první fotografii pořídila Lille Vincze, zpěvačce Napoleon Boulevard. V roce 2005 zvěčnila spisovatelku Orsolyu Karafiáthovou v kádi s vývarem. V roce 2009 vytvořila sérii filmového režisíra Pétera Bacsó, kdy v posledních dnech svého života čelil smrti. Judita byla požádána, aby zorganizovala výstavu fotografií doprovázející Filmový přehled 2009. Procestovala většinu světa, v Londýně například fotografovala Phila Collinse. 
Její vynikající série: Zoltán Kocsis, György Kurtág a dětské hvězdy Virtuózok a světově proslulí hudebníci vážné hudba.
Před třemi lety mne oslovil Péter Bacsó, abych mu nafotila jeho portréty na výstavu fotografií pořádané na počest filmové přehlídky. Celé dny jsem pilovala plán, co budu dělat, jak to nastavím, jaké světlo bude dobré. Už tehdy jsme věděli, že se připravuje na dlouhou cestu. Smrtelně nemocný, unavený mistr se řídil všemi mými pokyny. Přesto obraz nebyl dokonalý. Právě jsem to vzdala a chystala se jít domů, když na mě vzhlédl, a v tu chvíli jsem věděla, že jsem zachytila něco krásného a hlubokého. V tom nesmrtelném pohledu je poslední ohlédnutí před smrtí. " – Rozhovor Népszabadság: Judit Marjai - Norbert Michelisz
Členy kapely Andráse Wahorna, Tapasztalt Ecsetek, jsou významní výtvarní umělci. Judit Marjai, která je jako tzv. sedmá členka také její součástí, neposiluje tábor novinářských fotografů v klasickém slova smyslu, ale volně se pohybuje na pódiu a hledá ta nejneobvyklejší nastavení v nejrůznějších polohách.
Kromě fotografování čte vlastní spisy a básně.
Matka dvou dětí.

## Fotografická sezení
Jako modelka absolvovala fotografování s fotografkami a fotografy , jako byli například: Vince Lussa, Zseni Jung, Gábor Módos, Lajos Dobos, János Fenyő, Béla Bacsó, Péter Fábry, Katalin Baricz, Ferenc Novotta, András Szebeni, Ottó Kaiser, Béla Kanyó, Miklos Lengyel, Géza Ray Varró, Horéter Péter, András Tulok.

## Výstavy (výběr)
- Hét főbűn (Sedm smrtelných hříchů)
- KádER (Kádr)
- NöttönNő (Nahá žena)
- Jelenetek a dologházból (Scény z dílny)
- Halál a konyhában (Smrt v kuchyni)[2]
- Enerva, az elcseszett paradicsom (Enerva, rozmazlený ráj)
- Hideg és Meztelen (Chladný a nahý)
- Nedves ecsetek
- Elcseszett paradicsom (Zkažené rajče)
- Still Life (Zátiší; na lodi A38)
- Kurtág (Milánoi Scala)
- Arcanum (Fuga)

## Ocenění, uznání
- 1988 Mladé hvězdy filmu, vítězki soutěže krásy
- Pamětní deska za její vynikající práci pro rovné příležitosti žen.

## Galerie

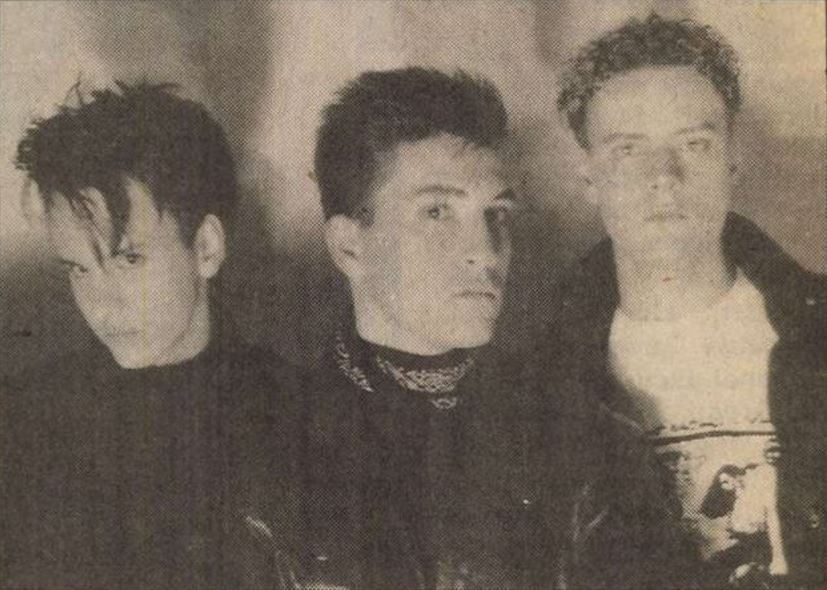
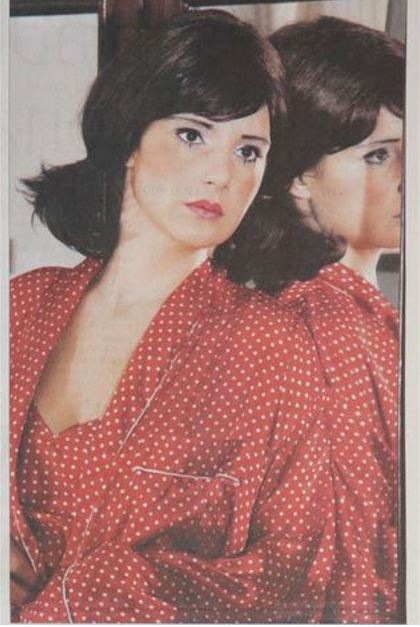
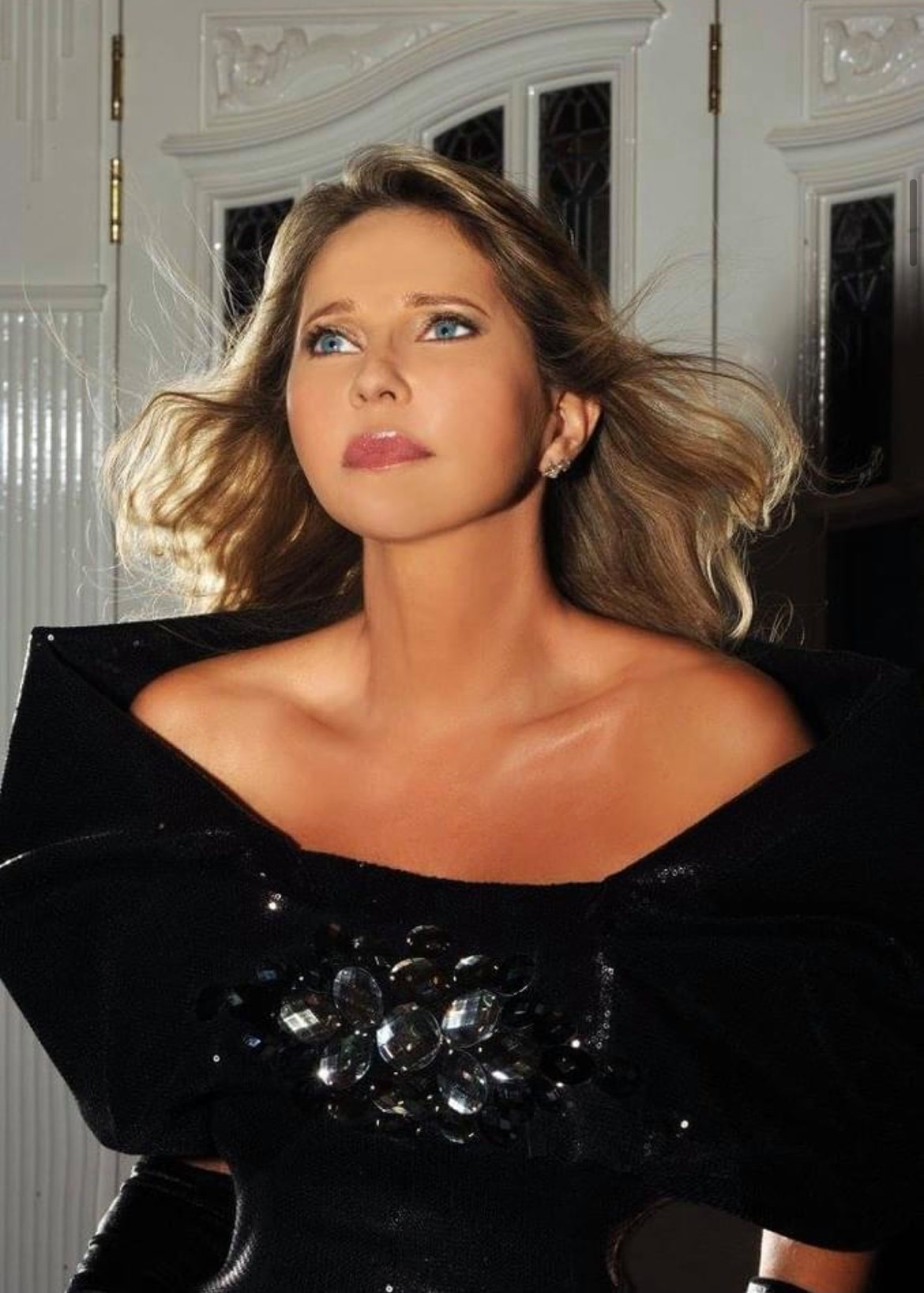
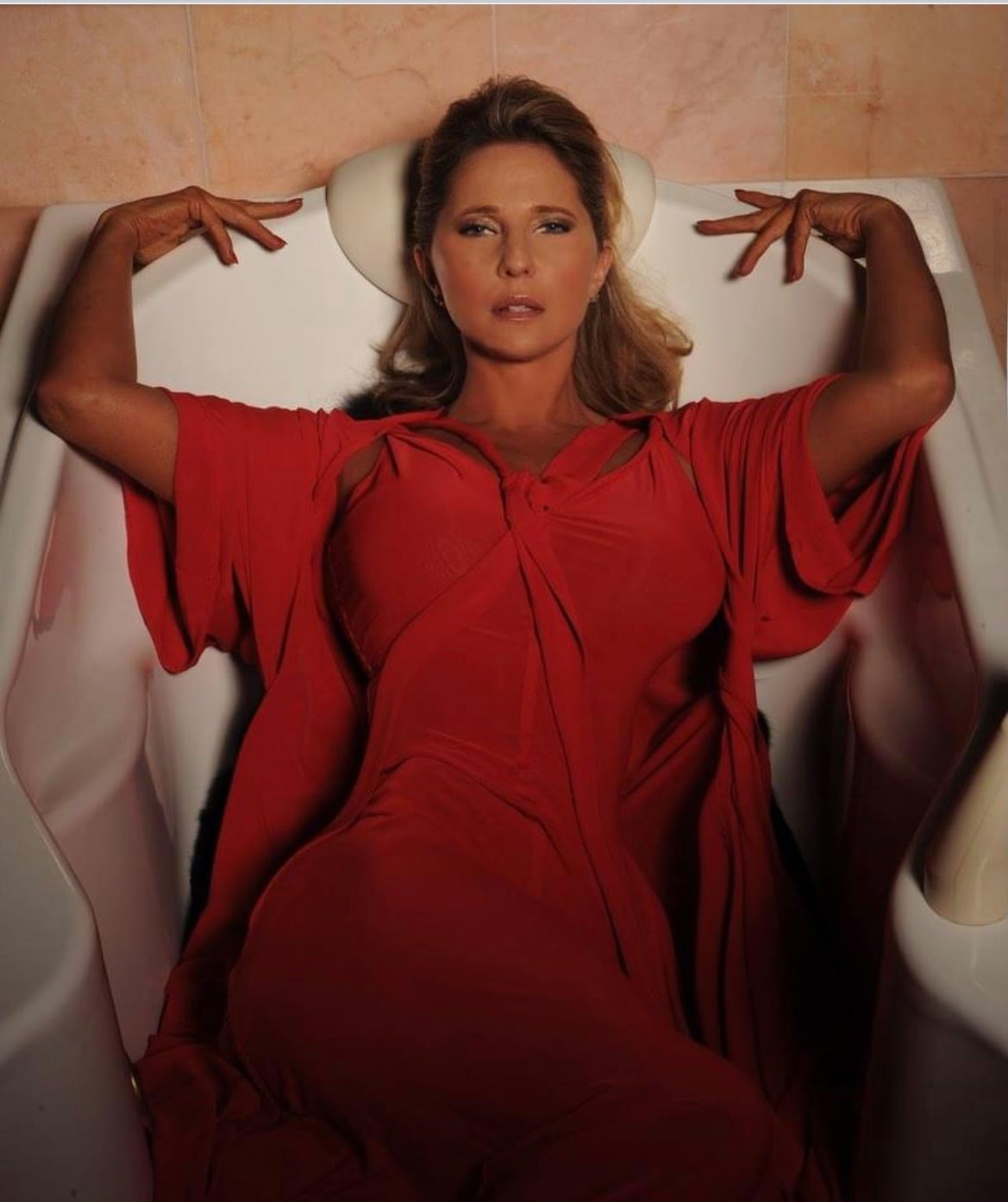
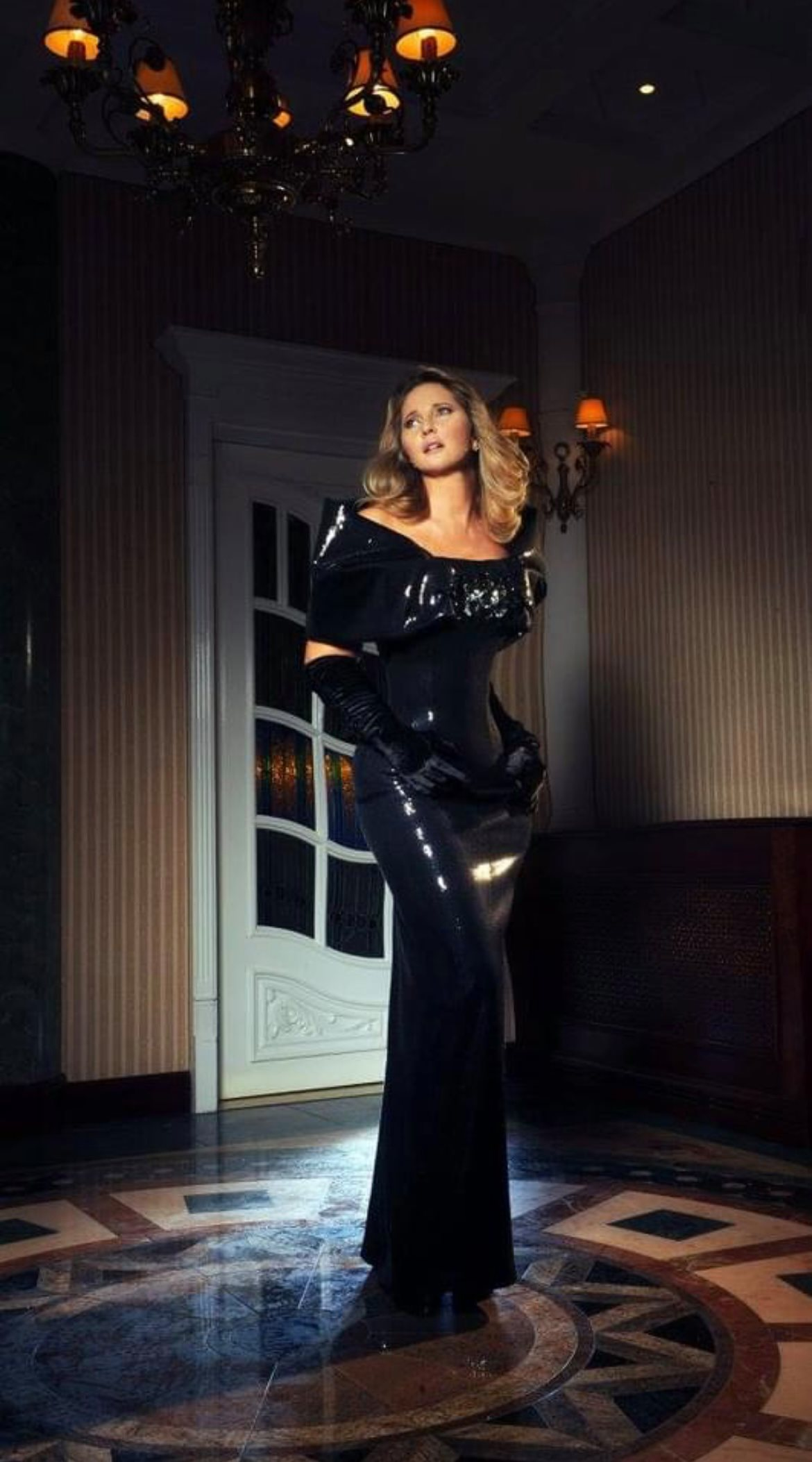
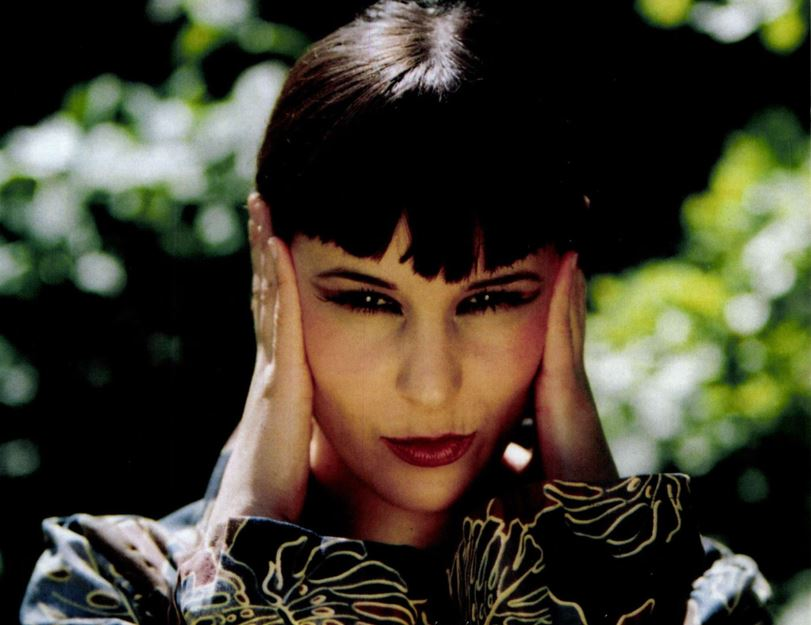
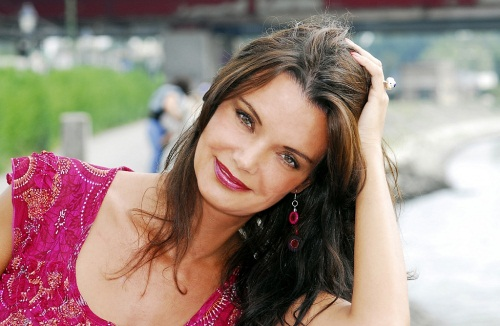
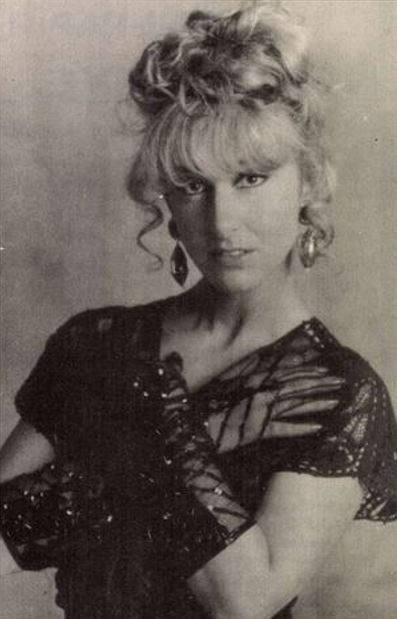